# Kalendarz Google
Kalendarz Google – napisany w technologii AJAX uruchomiony 13 kwietnia 2006 roku całkowicie darmowy kalendarz internetowy dostarczany przez Google. Od 20 września 2006 dostępny w języku polskim. Jego hasłem reklamowym jest Upraszczaj. Organizuj. (I wyluzuj.). Znany wcześniej jako Google Calendar i projekt CL2. Pozwala swoim użytkownikom tworzyć i udostępniać publiczne kalendarze.